# 其加达瓦
其加达瓦（1946年—2025年3月2日），男，藏族，四川甘孜人，中国版画家，二级美术师，曾任中国美术家协会理事。